# Maramabønne-slægten
Maramabønne (Tylosema) er en slægt med nogle få arter, der er udbredt i det østlige og sydlige Afrika. Det er flerårige, urteagtige planter med en krybende eller nedliggende vækst. Stænglerne er glatte og bærer spredt stillede, runde eller tolappede blade med hel rand. Blomsterne er 5-tallige og regelmæssige med gule kronblade. Frugterne er korte bælge med nogle få, store frø.
| Beskrevne arter |

- Maramabønne (Tylosema esculentum)

| Andre arter |

- Tylosema argentea
- Tylosema fassoglense
- Tylosema humifusa